# Yangying (köpinghuvudort i Kina, Henan Sheng, lat 33,00, long 112,17)
Yangying är en köpinghuvudort i Kina. Den ligger i provinsen Henan, i den centrala delen av landet, omkring 240 kilometer sydväst om provinshuvudstaden Zhengzhou. Antalet invånare är 47 245. Befolkningen består av 22 363 kvinnor och 24 882 män. Barn under 15 år utgör 24,0 %, vuxna 15-64 år 66 %, och äldre över 65 år 8,0 %.
Runt Yangying är det tätbefolkat, med 530 invånare per kvadratkilometer. Närmaste större samhälle är Shifosi, 8,6 km norr om Yangying. Trakten runt Yangying består till största delen av jordbruksmark.
Genomsnittlig årsnederbörd är 843 millimeter. Den regnigaste månaden är augusti, med i genomsnitt 143 mm nederbörd, och den torraste är januari, med 7 mm nederbörd.